# Roy van Haalem
Cornelis Raymond (Roy) van Haalem (Haarlem, 4 november 1950 – IJmuiden, 25 januari 2024) was een Nederlands voetballer.
Hij was zoon van Ina Schulpen en Peet van Haalem..
Hij speelde als amateurvoetballer tussen januari 1970 en 1972 bij EDO. In 1972 maakte hij een transfer naar de profvoetbalclub Telstar. In 1974 volgde dan nog RCH, dan een amateurvoetbalvereniging. Vanaf 1978 speelde hij nog enige tijd voor Aalsmeer en Vogelenzang. Van een leven buiten voetbal is niets bekend (gegevens 2024).